# Charles II. de Cossé, duc de Brissac

Charles II. de Cossé

Charles II. de Cossé, duc de Brissac (* 1550 auf Château d'Ételan im Departement Saint-Maurice-d’Ételan; † 1621 in Brissac-Quincé im Département Maine-et-Loire) war ein französischer General und Marschall von Frankreich.
Charles II. de Cossé-Brissac war ein Sohn des Marschalls Charles I. de Cossé, comte de Brissac und ein Neffe des Marschalls Artus de Cossé, comte de Secondigny, baron de Gonnor.
Er schloss sich der Liga an, wurde vom Herzog von Mayenne 1594 zum Militärgouverneur von Paris ernannt, übergab es aber an Heinrich IV., wofür ihn dieser zum Marschall ernannte, wurde 1611 von Ludwig XIII. zum Pair und Herzog von Brissac erhoben. 1621 erkrankte er bei der Belagerung von Saint-Jean-d’Angély und starb noch im Juni im Château de Brissac.

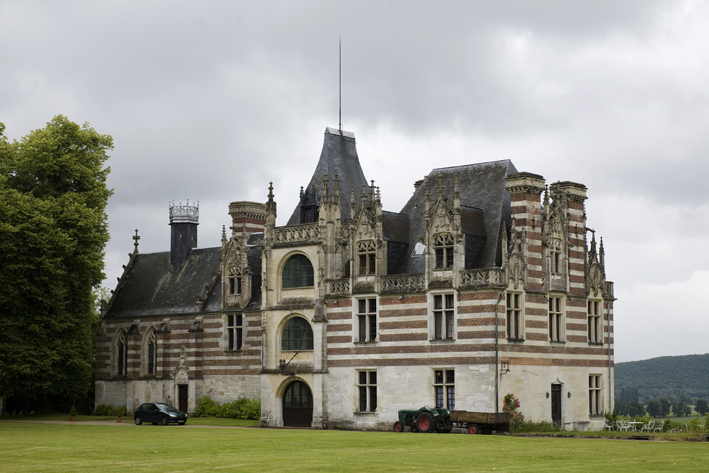
Château d'Ételan, der Geburtsort von Charles

| Personendaten    | Personendaten                                                    |
| ---------------- | ---------------------------------------------------------------- |
| NAME             | Cossé, Charles II. de, duc de Brissac                            |
| KURZBESCHREIBUNG | französischer General und Marschall von Frankreich               |
| GEBURTSDATUM     | 1550                                                             |
| GEBURTSORT       | Château d'Ételan, Département Saint-Maurice-d’Ételan, Frankreich |
| STERBEDATUM      | 1621                                                             |
| STERBEORT        | Brissac-Quincé, Département Maine-et-Loire, Frankreich           |